# Edward Balliol
Edward Balliol (ur. ok. 1283 – zm. między majem 1363 a wrześniem 1365 roku w Wheatley, Doncaster, Yorkshire; prawdopodobnie w 1364) – pretendent do tronu Szkocji od 1314 roku  do 1356, w latach 1332-1336 (z przerwami) faktycznie sprawujący władzę pod angielskim protektoratem.

## Pochodzenie
Był najstarszym synem Jana Balliola, króla szkockiego od 1292 do przymusowej abdykacji w 1296 i następnie pretendenta do tytułu, a zarazem 8. barona Bywell oraz Izabeli de Warenne, córki 6. earla Surrey Jana de Warenne i Alicji z Lusignan. Alicja była córką seniora Lusignan, Hugo X Czarnego i Izabeli z Angoulême, dziedziczki Angoulême i wdowy po królu angielskim Janie bez Ziemi.

## Przejęcie pretensji do tronu
W 1314 roku, z chwilą śmierci ojca, od 1296 roku uwięzionego w Tower, przejął jego pretensje do szkockiego tronu. Ze względu na przejęcie pretensji został wypuszczony na wolność we Francji, a do Anglii powrócił w 1324 roku na prośbę Edwarda II. Śmierć króla Roberta I Bruce’a, prawowitego króla Szkocji, w roku 1329, przyniosła destabilizację sytuacji w kraju. Jego następcą został bowiem wówczas pięcioletni Dawid II Bruce. Wkrótce zmarli też dwaj ważni wojskowi, zapewniający dotąd porządek w kraju: James Douglas, zwany Black Douglas i Thomas Randolph, 1. hrabia Moray.

## Walki o władzę w Szkocji 1332-1336
Edward Balliol wykorzystał to i wkroczył w sierpniu 1332 roku do Szkocji. Wspierany przez króla Anglii Edwarda III Plantageneta, pokonał nowego regenta, Donalda II, hrabiego Mar w bitwie pod Dupplin Moor 10/11 sierpnia 1332 roku. We wrześniu został koronowany w Scone i w listopadzie uznał się angielskim wasalem. Jednakże zaledwie miesiąc później został upokorzony i zmuszony do ucieczki do Anglii półnago przez zwolenników Dawida II, którzy zwyciężyli w bitwie pod Annan 16 grudnia 1332 roku. W tej bitwie zginął jego młodszy brat, Henryk Balliol. W tym czasie chronił się w zamkach rodziny Cliffordów, posiadaczy ziemskich z Westmorland (te zamki to Appleby, Brougham, Brough i Pendragon).
W maju 1333 roku zaczął oblegać Berwick-upon-Tweed, a latem Anglicy poprowadzili kolejną kampanię przeciw Szkotom, zakończoną sukcesem w bitwie pod Halidon Hill 19 lipca. Balliol ogłosił się lennikiem Edwarda III z regionu Lothian. Po utracie zainteresowania sprawami szkockimi przez Anglię jego pozycja osłabła i został strącony z tronu na krótko w 1335 i na stałe w 1336 roku. W 1338 roku podejmował nieudane próby powrotu do władania. Królem formalnie został Dawid II, który cieszył się mimo wszystko dość sporym poparciem, a w końcu w 1341 roku powrócił do kraju z Francji, co pogrzebało szanse Edwarda Balliola na tron.

## Dalsze życie
W 1346 roku Dawid II prowadząc inwazję na północną Anglię, dostał się do niewoli po przegranej bitwie pod Neville’s Cross. Edward wywołał rebelię w Galloway i przejściowo (do 1355) zajął centralną, kurczącą się część królestwa, którą utracił wobec braku realnego wsparcia. Mimo że Dawid II pozostał w niewoli aż przez 11 lat, Edward nie został jedynowładcą.
20 stycznia 1356 oficjalnie zrzekł się praw do tronu na rzecz Edwarda III w zamian za dożywotnią pensję. Resztę życia spędził w ubóstwie i zmarł między 1363 a 1365 rokiem w Doncaster. Jego grób może być zlokalizowany pod miejską pocztą.

## Małżeństwo
W 1295 został zaręczony (co poświadczają 2 kontrakty) z Izabelą de Valois (ur. ok. 1290), najstarszą córką Karola de Valois, syna króla Francji Filipa III Śmiałego oraz Małgorzaty Andegaweńskiej, córki króla Neapolu Karola II Andegaweńskiego. Ostatecznie Izabela wyszła za księcia Bretanii Jana III Dobrego, ale zmarła już w 1309.
Edward poślubił Małgorzatę (1325-1380), córkę księcia Achai i Tarentu oraz tytularnego księcia Konstantynopola Filipa I z Tarentu, syna Karola II Andegaweńskiego oraz Katarzyny II de Valois, córki Karola de Valois. Nie doczekali się z tego małżeństwa dzieci i w 1344 roku „rozwiedli się”. Małgorzata wyszła po raz drugi za Francesco del Balzo, hrabiego Montescaglioso i Avellino.
Wobec braku potomków wygasły pretensje tej linii do tronu szkockiego, a w 1371 roku po bezpotomnej śmierci Dawida II władzę przejął Robert II Stewart, założyciel dynastii Stuartów.